# Laze, Logatec
Laze este o localitate din comuna Logatec, Slovenia, cu o populație de 299 de locuitori.